# Premierzy Indii
Chronologiczna lista premierów Indii:
| Lp.  | Portret | Polityk (lata życia); okręg wyborczy         |           | Okres rządów         | Okres rządów         | Okres rządów   | Elekcja                 | Desygnujący              | Partia polityczna (sojusz)                                        | Partia polityczna (sojusz) |
| ---- | ------- | -------------------------------------------- | --------- | -------------------- | -------------------- | -------------- | ----------------------- | ------------------------ | ----------------------------------------------------------------- | -------------------------- |
| 1    |         | Jawaharlal Nehru (1889–1964) Phulpur         | 1         | 15 sierpnia 1947     | 27 maja 1964         | 16 lat 286 dni | –                       | Lord Mountbatten         | Indyjski Kongres Narodowy                                         |                            |
| 1    | 2       | Jawaharlal Nehru (1889–1964) Phulpur         | 1951–1952 | 15 sierpnia 1947     | 27 maja 1964         | 16 lat 286 dni | Rajendra Prasad         |                          | Indyjski Kongres Narodowy                                         |                            |
| 1    | 3       | Jawaharlal Nehru (1889–1964) Phulpur         | 1957      | 15 sierpnia 1947     | 27 maja 1964         | 16 lat 286 dni | Rajendra Prasad         |                          | Indyjski Kongres Narodowy                                         |                            |
| 1    | 4       | Jawaharlal Nehru (1889–1964) Phulpur         | 1962      | 15 sierpnia 1947     | 27 maja 1964         | 16 lat 286 dni | Rajendra Prasad         |                          | Indyjski Kongres Narodowy                                         |                            |
| 2    |         | Gulzarilal Nanda (1898–1998) Sabarkantha     | [4]       | 27 maja 1964         | 9 czerwca 1964       | 13 dni         | –                       | Sarvepalli Radhakrishnan | Indyjski Kongres Narodowy                                         |                            |
| 3    |         | Lal Bahadur Shastri (1904–1966) Allahabad    | 5         | 9 czerwca 1964       | 11 stycznia 1966     | 1 rok 216 dni  | –                       | Sarvepalli Radhakrishnan | Indyjski Kongres Narodowy                                         |                            |
| (2)  |         | Gulzarilal Nanda (1898–1998) Sabarkantha     | [5]       | 11 stycznia 1966     | 24 stycznia 1966     | 13 dni         | –                       | Sarvepalli Radhakrishnan | Indyjski Kongres Narodowy                                         |                            |
| 4    |         | Indira Gandhi (1917–1984) Rae Bareli         | 6         | 24 stycznia 1966     | 24 marca 1977        | 11 lat 59 dni  | –                       | Sarvepalli Radhakrishnan | Indyjski Kongres Narodowy                                         |                            |
| 4    | 7       | Indira Gandhi (1917–1984) Rae Bareli         | 1967      | 24 stycznia 1966     | 24 marca 1977        | 11 lat 59 dni  |                         | Sarvepalli Radhakrishnan | Indyjski Kongres Narodowy                                         |                            |
| 4    | 8       | Indira Gandhi (1917–1984) Rae Bareli         | 1971      | 24 stycznia 1966     | 24 marca 1977        | 11 lat 59 dni  | Varahagiri Venkata Giri |                          | Indyjski Kongres Narodowy                                         |                            |
| 5    |         | Morarji Desai (1896–1995) Surat              | 9         | 24 marca 1977        | 28 lipca 1979        | 2 lata 126 dni | 1977                    | Basappa Danappa Jatti    | Janata                                                            |                            |
| 6    |         | Choudhary Charan Singh (1902–1987) Baghpat   | 10        | 28 lipca 1979        | 14 stycznia 1980     | 170 dni        | –                       | Neelam Sanjiva Reddy     | Janata Party (Secular) w koalicji z Indyjskim Kongresem Narodowym |                            |
| (4)  |         | Indira Gandhi (1917–1984) Rae Bareli         | 11        | 14 stycznia 1980     | 31 października 1984 | 4 lata 291 dni | 1980                    | Neelam Sanjiva Reddy     | Indyjski Kongres Narodowy                                         |                            |
| 7    |         | Rajiv Gandhi (1944–1991) Amethi              | [11]      | 31 października 1984 | 2 grudnia 1989       | 5 lat 32 dni   | –                       | Giani Zail Singh         | Indyjski Kongres Narodowy                                         |                            |
| 7    | 12      | Rajiv Gandhi (1944–1991) Amethi              | 1984      | 31 października 1984 | 2 grudnia 1989       | 5 lat 32 dni   |                         | Giani Zail Singh         | Indyjski Kongres Narodowy                                         |                            |
| 8    |         | Vishwanath Pratap Singh (1931–2008) Fatehpur | 13        | 2 grudnia 1989       | 10 listopada 1990    | 343 dni        | 1989                    | Ramaswamy Venkataraman   | Janata Dal (Front Narodowy)                                       |                            |
| 9    |         | Chandra Shekhar (1927–2007) Ballia           | 14        | 10 listopada 1990    | 21 czerwca 1991      | 223 dni        | –                       | Ramaswamy Venkataraman   | Samajwadi Janata Party w koalicji z Indyjskim Kongresem Narodowym |                            |
| 10   |         | P.V. Narasimha Rao (1921–2004) Nandyal       | 15        | 21 czerwca 1991      | 16 maja 1996         | 4 lata 330 dni | 1991                    | Ramaswamy Venkataraman   | Indyjski Kongres Narodowy                                         |                            |
| 11   |         | Atal Bihari Vajpayee (1924–2018) Lucknow     | 16        | 16 maja 1996         | 1 czerwca 1996       | 16 dni         | 1996                    | Shankar Dayal Sharma     | Indyjska Partia Ludowa                                            |                            |
| 12   |         | Deve Gowda (ur. 1933) Karnataka              | 17        | 1 czerwca 1996       | 21 kwietnia 1997     | 324 dni        | –                       | Shankar Dayal Sharma     | Janata Dal                                                        |                            |
| 13   |         | Inder Kumar Gujral (1919–2012) Bihar         | 18        | 21 kwietnia 1997     | 19 marca 1998        | 332 dni        | –                       | Shankar Dayal Sharma     | Janata Dal                                                        |                            |
| (11) |         | Atal Bihari Vajpayee (1924–2018) Lucknow     | 19        | 19 marca 1998        | 22 maja 2004         | 6 lat 64 dni   | 1998                    | Kocheril Raman Narayanan | Indyjska Partia Ludowa                                            |                            |
| (11) | 20      | Atal Bihari Vajpayee (1924–2018) Lucknow     | 1999      | 19 marca 1998        | 22 maja 2004         | 6 lat 64 dni   |                         | Kocheril Raman Narayanan | Indyjska Partia Ludowa                                            |                            |
| 14   |         | Manmohan Singh (1932–2024) Assam             | 21        | 22 maja 2004         | 26 maja 2014         | 10 lat 4 dni   | 2004                    | A.P.J. Abdul Kalam       | Indyjski Kongres Narodowy                                         |                            |
| 14   | 22      | Manmohan Singh (1932–2024) Assam             | 2009      | 22 maja 2004         | 26 maja 2014         | 10 lat 4 dni   | Pratibha Patil          |                          | Indyjski Kongres Narodowy                                         |                            |
| 15   |         | Narendra Modi (ur. 1950) Vadodara i Varanasi | 23        | 26 maja 2014         | Urzęduje             | –              | 2014                    | Pranab Mukherjee         | Indyjska Partia Ludowa                                            |                            |